# Porsche 959
Porsche 959 — спортивний автомобіль німецької компанії Porsche.

## Опис

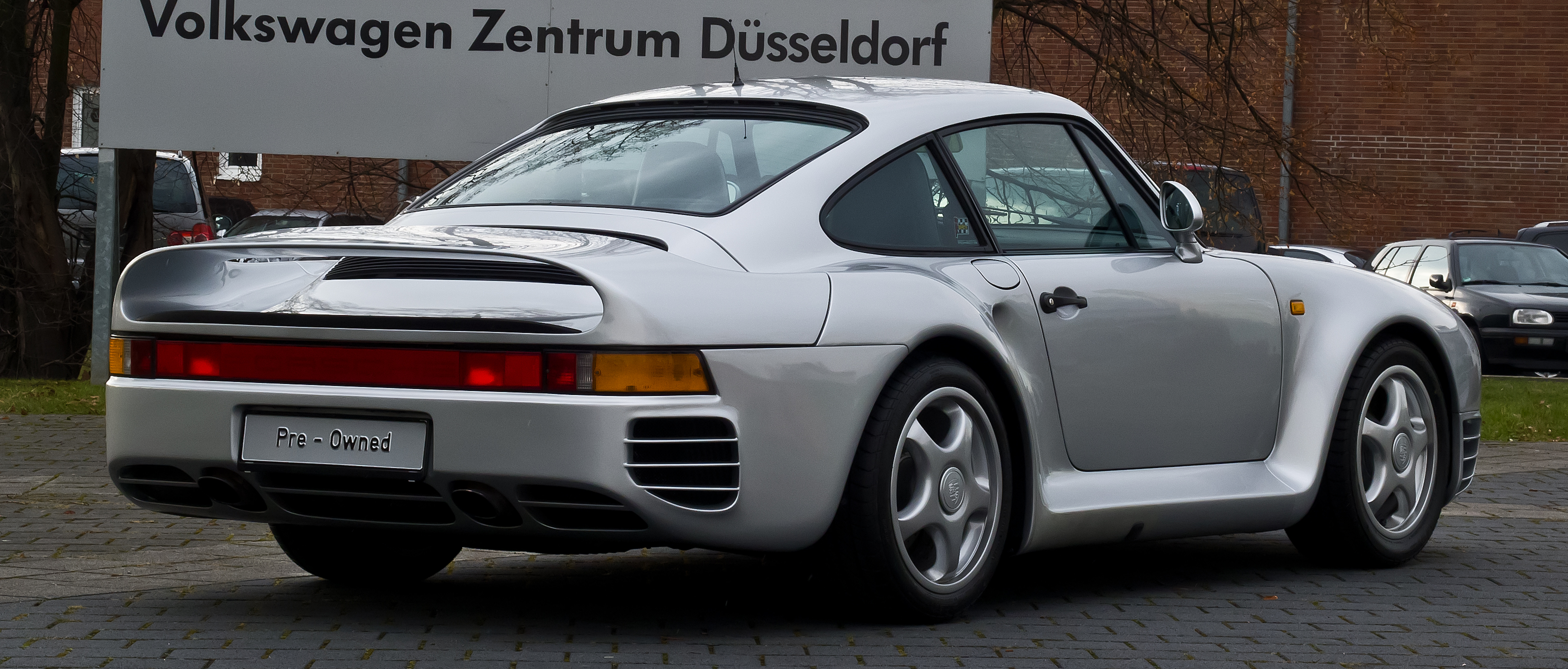
Porsche 959

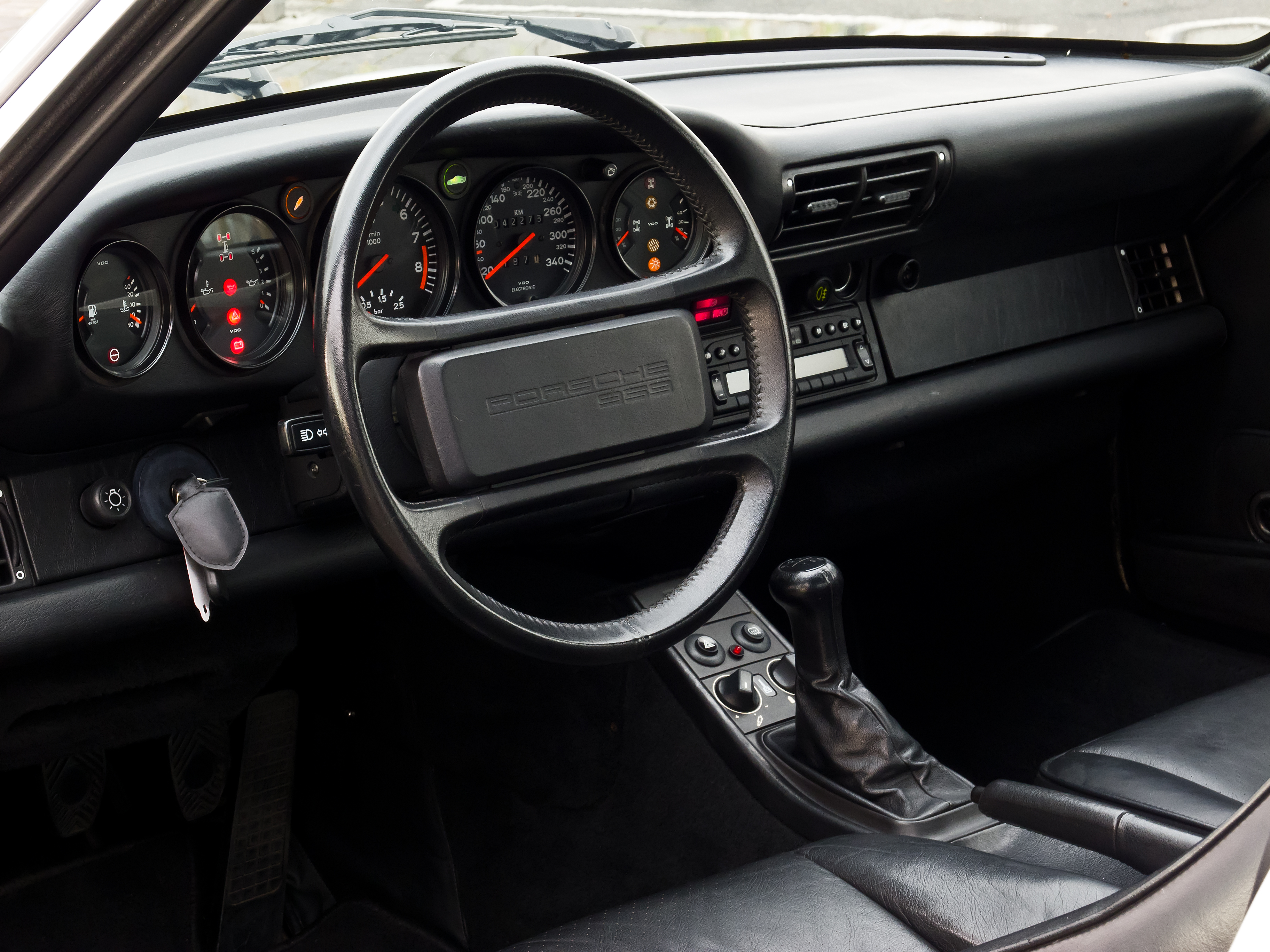
Салон Porsche 959

Автомобіль розроблений в стилістиці і концепції класичного Porsche 911 в першій половині 1980-х років в рамках проекту-959. Випуск одного Porsche 959 обходився вдвічі дорожче тієї суми, за яку його продавали. Випуск цієї моделі не приніс компанії безпосередньої фінансової вигоди. Але попри це, 959 освіжив імідж марки, приніс в її скарбничку перемоги в ралі «Париж-Дакар», 24 годинах Ле Мана і, безсумнівно, привернув тисячі нових людей до лав своїх прихильників по всьому світу. Porsche 959 по праву є найбільш технологічним і досконалим автомобілем 80-х: журнал Sports Car International назвав його найкращим спорткаром 80-х.
На автомобілі був застосований комплекс складних і рідкісних на той момент технічних рішень, таких як: подвійний паралельно-послідовний турбонаддув, гідропневматична підвіска з трьома режимами кліренсу, повний привід на вимогу з двоканальною електрогідравлічною системою управління, 6-ступінчаста МКПП, регульовані з салону амортизатори, 4-канальна АБС, система контролю тиску в шинах, інформаційна система для водія, композитні кузовні панелі. Для свого часу був одним з найдорожчих серійних автомобілів - 420 000 DM (з 15% ПДВ).
Розгін від 0 до 100 км складав 3,7 с, 0-160 км/год 8,3 секунди, а максимальна швидкість 317 км/год.
У зв'язку з відсутністю істотного числа відомих випадків аварій, ймовірно, що велика частина випущених Porsche 959 до цих пір на ходу, а самі вони зберігаються в різних приватних колекціях. Кілька автомобілів знаходяться в музеї Porsche в Цуффенхаузені.

## Двигун
- 2.8 л (2,849 см3) twin-turbo H6 450 к.с. при 6500 об/хв 500 Нм при 5500 об/хв

## В автоспорті

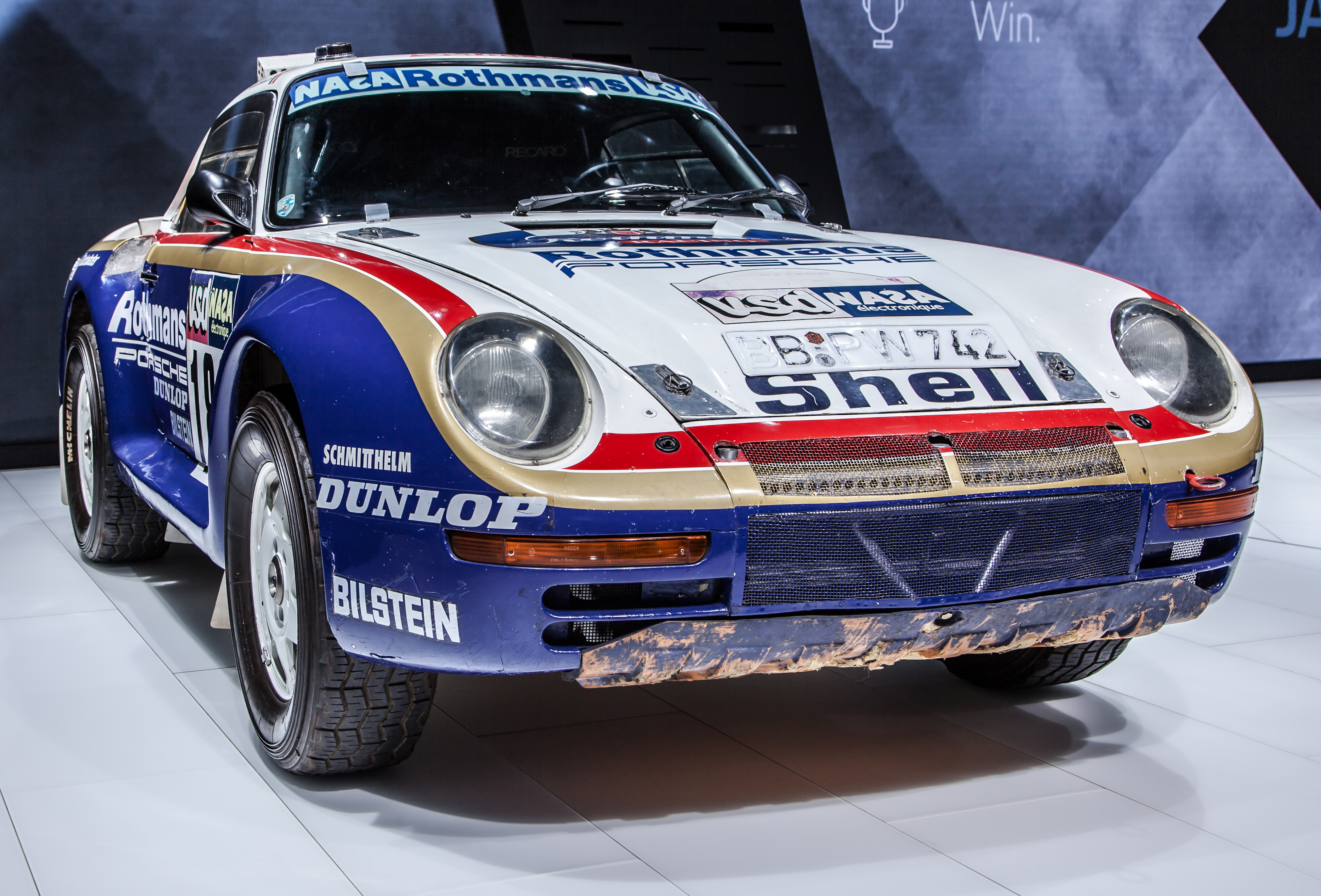
Porsche 959 для ралі Париж-Дакар

Незважаючи на те, що серійний автомобіль з'явиться тільки в 1987 році, гоночний варіант 959 був представлений ще в 1985 році. У цьому ж році команда Porsche на гоночних 959 виграла «Ралі Фараонів» і «Париж-Дакар». Але група B, для якої автомобіль, власне, і створювався, була заборонена.